# Magdalena Hohenstein
(Maria) Magdalena Hohenstein (ur. między 1624 a 1626, zm. po 1661) – przedstawicielka dynastii Piastów, baronowa von und zu Hohenstein.
Córka księcia cieszyńskiego Fryderyka Wilhelma i nieznanej z imienia, niezamężnej mieszczki z Cieszyna.
Urodziła się w ostatnich latach życia lub już po śmierci swojego ojca. Na chrzcie otrzymała imię Maria Magdalena, które zazwyczaj nadawano córkom z nieformalnych związków. Najprawdopodobniej o jej wykształcenie i utrzymanie zadbała ciotka Elżbieta Lukrecja. Także dzięki jej staraniom cesarz Ferdynand III 12 kwietnia 1640 legitymizował Magdalenę, a niecały miesiąc później, 8 maja, nadał jej godność baronowej („wolnej pani”) i miano von und zu Hohenstein (Freiin von und zu Hohenstein).
Magdalena dwukrotnie wychodziła za mąż. Najpierw w 1643 w Cieszynie (również dzięki pomocy ciotki Elżbiety Lukrecji) poślubiła marszałka tamtejszego dworu. Jej małżonek wywodził się z rodu Tłuków z Toszonowic (Tluck von Toschonowitz, Tluk z Tošanowic), którego członkowie w źródłach dotyczących Śląska pojawiają się od pierwszej połowy XV w. Po śmierci męża Magdalena poślubiła Mikołaja Rudzkiego z Rudz (Rudzký z Rudz). Ceremonia ślubu w obrządku katolickim miała miejsce 11 czerwca 1659 w Cieszynie. W 1661 baronowa urodziła córkę Ewę Dorotę. Dalsze losy Magdaleny jak i jej córki nie są znane.